# Hinrich Lohse
Hinrich Lohse (ur. 2 września 1896, zm. 25 lutego 1964) – niemiecki zbrodniarz wojenny, Główny Komisarz w Komisariacie Rzeszy Wschód podczas II wojny światowej oraz SA-Gruppenführer.

## Życiorys
Urodził się w Szlezwiku-Holsztynie, w miejscowości Mühlenbarbek. Ukończył studia handlowe i następnie pracował w stoczni Blohm + Voss. Walczył podczas I wojny światowej.
W 1925 roku Lohse został gauleiterem NSDAP w Szlezwiku-Holsztynie, a w 1928 wybrano go do pruskiego Landtagu. W 1932 został wybrany posłem Reichstagu. W 1933 stał się także członkiem pruskiej Rady Stanu. Członek SA, w 1934 uzyskał stopień SA-Gruppenführera.
Po ataku III Rzeszy na ZSRR w czerwcu 1941 roku, Lohse został powołany na stanowisko Głównego Komisarza Rzeszy w Komisariacie „Ostland” utworzonym z okupowanych ziem republik bałtyckich oraz części Białorusi. W związku z tym od 1941 do 1944 roku zarządzał Litwą, Łotwą, Estonią oraz częścią Białorusi – siedzibę miał w Rydze. Lohse był odpowiedzialny za utworzenie żydowskich dzielnic w bałtyckich miastach (m.in. getta w Rydze) oraz przeprowadzenie eksterminacji Żydów zamieszkujących Ostland. Część z nich została zamordowana przez specjalne oddziały SD, tzw. Einsatzgruppen, a reszta zamknięta w gettach. Wydał zarządzenia, by Żydzi otrzymywali minimalne przydziały żywnościowe. Podczas likwidacji gett Lohse popierał decyzję o likwidacji wszystkich Żydów, nawet tych, którzy pracowali w fabrykach Wehrmachtu. Oprócz tego ponosił współodpowiedzialność za zbrodnie wojenne popełnione na nieżydowskich obywatelach państw bałtyckich i ZSRR, zamieszkujących Komisariat Ostland, zwłaszcza jeśli chodzi o ich deportacje do pracy w Niemczech, grabienie ludności cywilnej i stosowanie zbiorowych pacyfikacji w celu zwalczania partyzantki.
Lohse został aresztowany w 1945 roku. W 1948 roku skazano go na 10 lat pozbawienia wolności, lecz zwolniony został już w 1951 roku z przyczyn zdrowotnych. Emerytura, jaką otrzymywał od rządu kraju związkowego Szlezwik-Holsztyn została wycofana na skutek interwencji władz państwowych RFN. Jednak powodem tego były nie zbrodnie wojenne Lohsego, lecz uznanie go za „wroga demokracji”, w trakcie gdy prowadził działalność polityczną w Szlezwiku-Holsztynie.